# Piscina corta

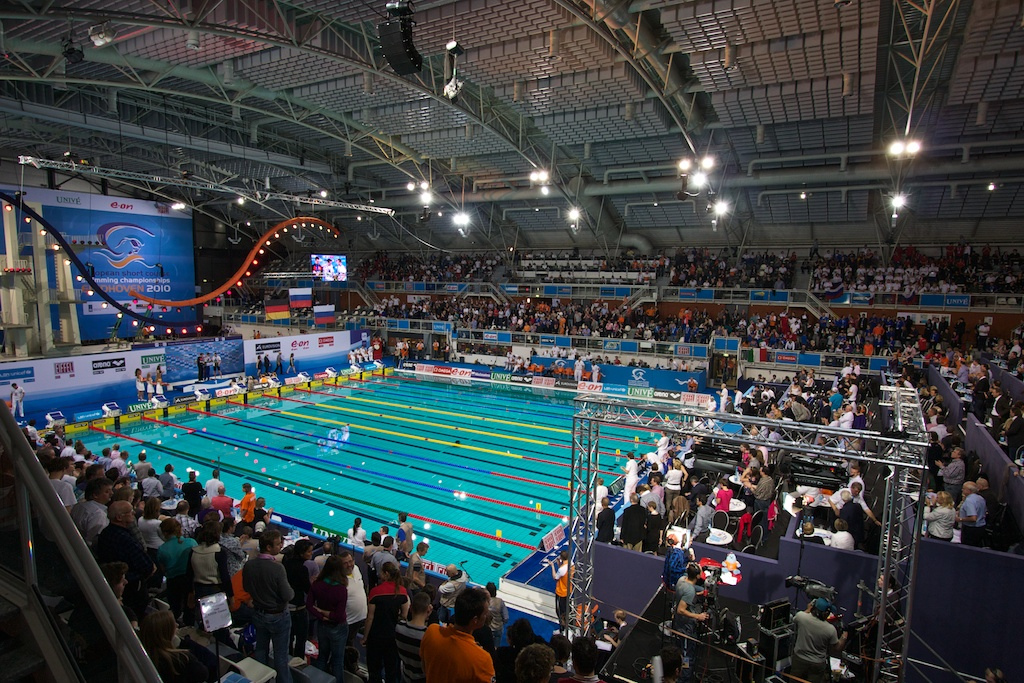
Piscina del Campeonato Europeo de 2010.

Una piscina corta o semiolímpica es, en natación, una piscina de 25 metros de longitud. Se diferencia de la piscina olímpica, llamada así por su uso oficial en los Juegos Olímpicos, en que esta tiene 50 metros de largo.
Esta medida es la mínima que puede tener una piscina de competición, según las reglas de la Federación Internacional de Natación (FINA) y por ello es muy popular en clubes de bajos ingresos o con pocos nadadores. Debido a su popularidad, la FINA organiza el Campeonato Mundial de Natación en Piscina Corta cada dos años.

## Cultura
En los Estados Unidos tiene una medida de 22.86 m (25 yardas), si bien actualmente se están perdiendo y cada vez más se adoptan piscinas de 25 m, porque históricamente las competencias se realizaron en esa longitud. Las competencias de las escuelas secundarias y la NCAA nadan en 25 metros.
Los récords en piscina corta son, tradicionalmente, más rápidos que en las olímpicas (50 m). Esto se debe a un mayor número de empujes de pared (por ejemplo: en la competencia de 100 m, se realizan tres empujes en la corta y en la olímpica solo uno), ya que estos provocan una velocidad mayor.

## Competiciones
En todo club de natación, existen torneos de piscina corta. Las federaciones nacionales también lo realizan e incluso algunas continentales; como el Campeonato Europeo de Natación en Piscina Corta realizado cada dos años por la Liga Europea de Natación.
En el Campeonato Mundial de Natación en Piscina Corta de 2014 se incluyó por primera vez en la historia, los relevos mixtos. Cada equipo cuenta con dos varones y dos mujeres, uno por cada estilo.

### Copa Mundial
Es el título más importante y FINA la organiza desde 1993. La primera edición se realizó en España (Palma de Mallorca) y desde ella ha acontecido en todos los continentes; salvo África y Oceanía.
Hasta el Mundial de Hangzhou 2018: Estados Unidos domina el campeonato con 119 medallas de oro, le sigue Australia con 77 y China con 42 doradas. Se compite:
- Medley: 100, 200 y 400 metros.
- 50, 100 y 200 metros: Mariposa, Espalda y Pecho.
- Crol: 50, 100, 200, 400 y 1500 metros.
- Relevo mixto: 4×50 m en crol y medley.